# پادخورشید

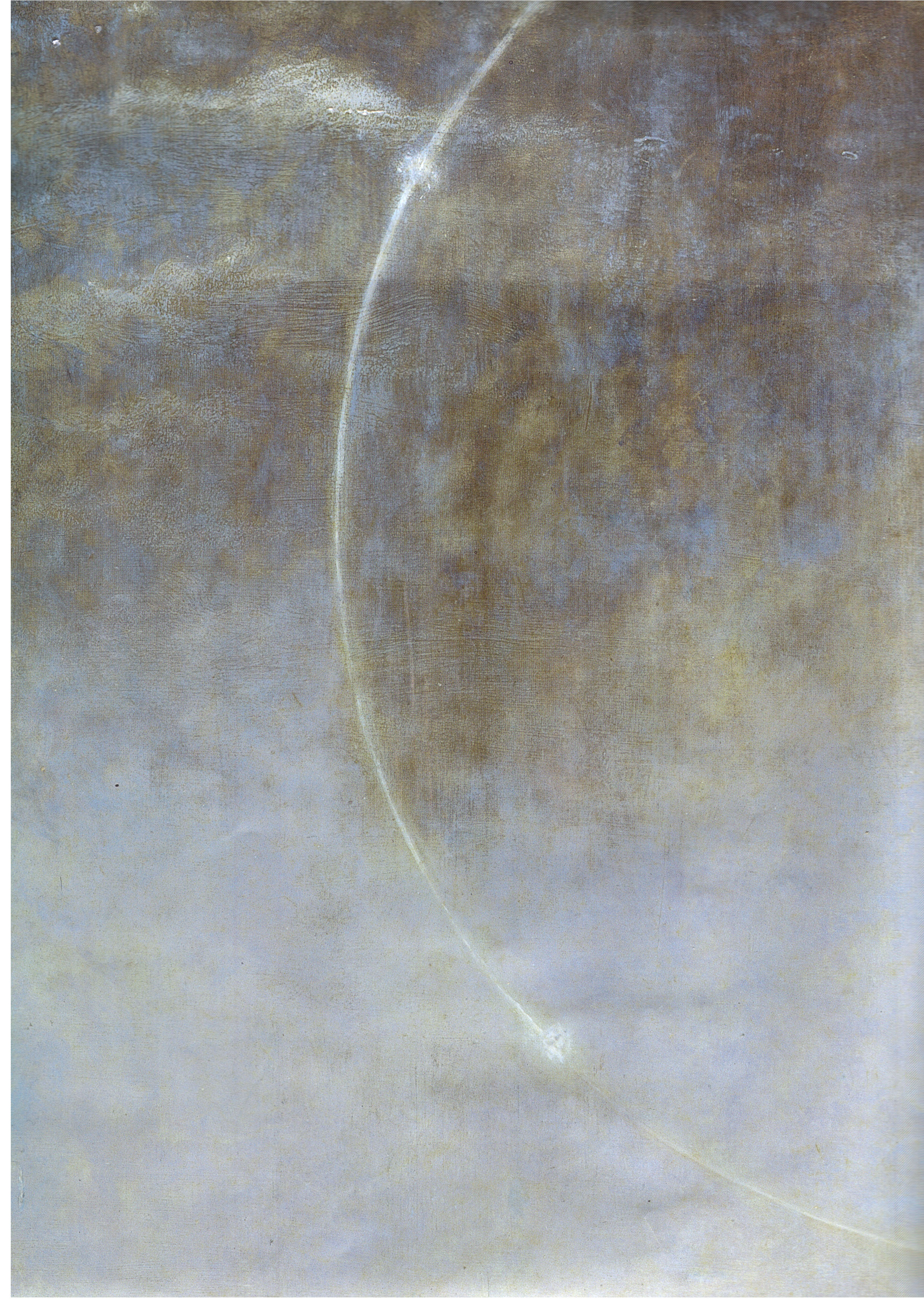
پادهور ۱۲۰ خورشید کاذب نشان داده‌شده در وادرشولستاولان

پادخورشید پدیده ای نوری است که در دایره پاراهلیک و در نقطه مقابل خورشید به صورت هاله نور ضعیفی ظاهر می‌شود.
چگونگی تشکیل پادخورشیدها همچنان مورد مناقشه است. والتر تیپ بر این باور است که پادخورشیدها هاله‌های جداگانه ای نیستند بلکه جاییکه هاله‌های گوناگون درست شده توسط کریستال‌های یخ ستونی-شکل متمایل به افق، بر روی دایره پاراهلیک می افتند این نقاط روشن ایجاد می‌شوند. اگر این نگره درست باشد پادخورشید فقط باید همزمان با دیگر هاله‌ها پدیدار شود.